# 金石路站
金石路站位于中华人民共和国四川省成都市锦江区，是成都地铁6号线和30号线的一座车站。本站于2020年12月18日随成都地铁6号线开通而启用，30号线预计于2025年开通。本站在规划阶段曾用名“殷家漕站”。

## 车站结构
6号线金石路站为地下二层岛式车站。
| 地面                             | 0         | 出入口 |
| 地下一层                         | 站厅      | 自助购票、客服中心 |
| 地下二层                         | 6号线站台 | \| \| \| 6号线往望丛祠（琉三路） \| \| 島式 · 開左邊车门 · 无障碍卫生间 \| \| \| \| \| \| 6号线往兰家沟（金融城东） \| |
|                                  |           | 6号线往望丛祠（琉三路）                                                                                                |
| 島式 · 開左邊车门 · 无障碍卫生间 |           | |
|                                  |           | 6号线往兰家沟（金融城东）                                                                                              |

## 出入口
本站目前开放3个出入口。
| 编号     | 设施                    | 指示                       | 照片 |
| -------- | ----------------------- | -------------------------- | ---- |
|          |                         | 金石路、毕昇路             |      |
| 出口 · B |                         | 桦彩路、三色路（暂未开放） |      |
| 出口 · C | 无障碍电梯 无障碍卫生间 | 墨香路、锦江大道           |      |
| 出口 · D |                         | 金石路、毕昇路             |      |